# Mrs. Fang
Mrs. Fang è un documentario del 2017 diretto da Wang Bing.

## Riconoscimenti
- Locarno Film Festival
  - 2017 – Pardo d'oro